# Main Event der World Series of Poker 2023
Das Main Event der World Series of Poker 2023 war das Hauptturnier der 54. Austragung der Poker-Weltmeisterschaft in Paradise am Las Vegas Strip. Es wurde vom 3. bis 17. Juli 2023 gespielt.

## Turnierstruktur

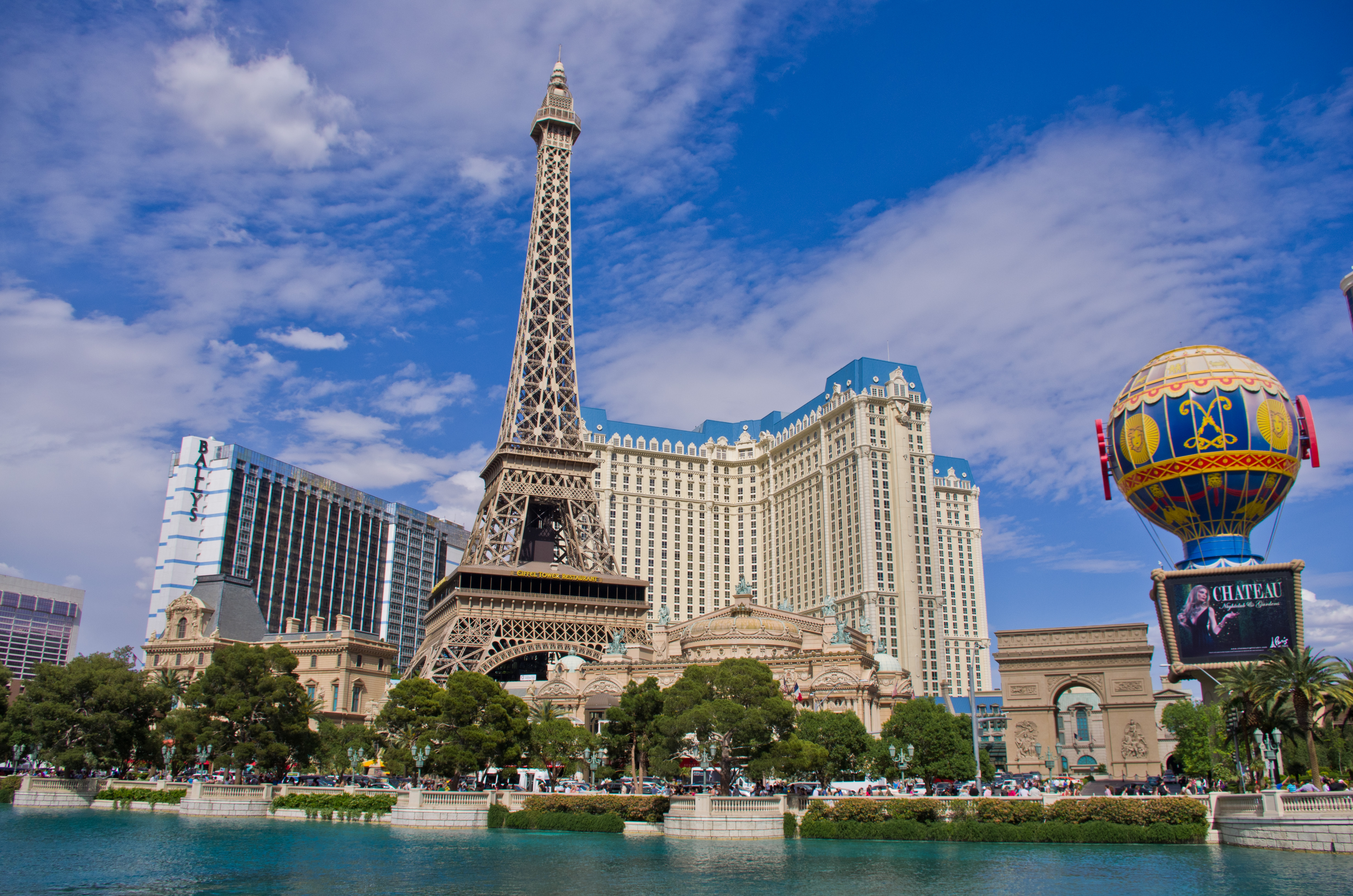
Horseshoe (links) und Paris (Mitte) am Las Vegas Strip

Die Anmeldung des Hauptturniers der World Series of Poker in der Variante No Limit Hold’em war auf die vier Tage vom 3. bis 6. Juli 2023 verteilt. An diesen Tagen kauften sich 9337 Spieler in das 10.000 US-Dollar teure Freezeout-Event ein und machten es damit bereits zum teilnehmerstärksten Main Event der WSOP-Geschichte. Auch zu Beginn des zweiten Turniertages war die Registrierung noch geöffnet und endete mit 10.043 Spielern, die einen Preispool von knapp 94 Millionen US-Dollar generierten. Der Teilnehmerrekord lag zuvor bei 8773 Spielern aus dem Jahr 2006. Das gesamte Turnier wurde im Horseshoe Las Vegas und Paris Las Vegas am Las Vegas Strip ausgetragen. Die Übertragungsrechte lagen bei der kostenpflichtigen Streaming-Plattform PokerGO, die an jedem Turniertag auch einige Stunden live und kostenlos bei YouTube zur Verfügung stellte.

## Turnierverlauf
Alle Spieler starteten mit einem Stack von 60.000 Chips. Am ersten Turniertag wurden jeweils fünf zweistündige Blindlevel gespielt. Chipleader nach dem Starttag war der Amerikaner Nicholas Rigby, der seinen Stack als einziger Spieler auf über 400.000 Chips ausbauen konnte. Am zweiten Turniertag wurden zunächst alle verbliebenen Spieler der ersten drei Starttage zusammengefasst; Christopher Brammer, der schon an Tag 1C Chipleader gewesen war, beendete Day 2ABC mit 879.000 Chips als Führender. Am Ende von Tag 2D setzte sich Maurice Hawkins mit 941.000 Chips an die Spitze. Mit dem deutschen Streamer Jens Knossalla, dem ehemaligen argentinischen Fußballspieler Sergio Agüero, dem US-amerikanischen Musiker Hoodie Allen und der kanadischen Schachspielerin Alexandra Botez überstanden auch abseits des Poker bekannte Personen den Tag. Am vierten Turniertag spielten alle 3538 verbliebenen Spieler erstmals zusammen und die ersten Spieler knackten die Marke von einer Million Chips. Mit 1517 Spielern, 10 vor Erreichen der Preisgeldränge, endete der Tag, wobei niemand mehr als die rund 1,9 Millionen Chips des Spaniers Antonio Mallol Heredia angehäuft hatte. Im ersten Blindlevel von Tag 4 wurden die Preisgeldränge erreicht, sodass alle restlichen Spieler eine Auszahlung von 15.000 US-Dollar sicher hatten. 441 Spieler überstanden den Tag; Ryan Tosoc setzte sich mit mehr als 5 Millionen Chips an die Spitze der Chipcounts. Am fünften Tag schrumpfte das Feld auf 149 Spieler zusammen mit Zachary Hall als Chipleader. Mit Nikita Luther (96.) und Estelle Cohuet (68.) schieden am sechsten Turniertag die letzten beiden Frauen aus. Der Tag endete mit 49 Spielern und Joshua Payne als Chipleader mit einem Stack von rund 48 Millionen Chips. Der Spanier Juan Maceiras knackte am siebten Tag als erster Spieler die Marke von 100 Millionen Chips und führte das Feld der letzten 15 Spieler an. An Tag 8 wurde bis zum Erreichen des Finaltischs gespielt, in den Adam Walton nach einem Tag Pause als Chipleader startete.
| Tag  | Datum         | Chipleader               | Chips       |
| ---- | ------------- | ------------------------ | ----------- |
| 1A   | 3. Juli 2023  | Yehuda Dayan             | 000.389.900 |
| 1B   | 4. Juli 2023  | Jean-Pierre van der Spuy | 000.287.000 |
| 1C   | 5. Juli 2023  | Christopher Brammer      | 000.386.100 |
| 1D   | 6. Juli 2023  | Nicholas Rigby           | 000.408.800 |
| 2ABC | 7. Juli 2023  | Christopher Brammer      | 000.879.000 |
| 2D   | 8. Juli 2023  | Maurice Hawkins          | 000.941.000 |
| 3    | 9. Juli 2023  | Antonio Mallol Heredia   | 001.899.000 |
| 4    | 10. Juli 2023 | Ryan Tosoc               | 005.120.000 |
| 5    | 11. Juli 2023 | Zachary Hall             | 016.310.000 |
| 6    | 12. Juli 2023 | Joshua Payne             | 047.950.000 |
| 7    | 13. Juli 2023 | Juan Maceiras            | 108.000.000 |
| 8    | 14. Juli 2023 | Adam Walton              | 143.800.000 |

### Deutschsprachige Teilnehmer
Mit Jan-Peter Jachtmann aus Hamburg und Daniel Holzner aus Südtirol saßen zwei deutschsprachige Spieler am Finaltisch. Folgende deutschsprachige Teilnehmer konnten sich im Geld platzieren:
| Platz | Herkunft    | Spieler             | Preisgeld (in $) |
| ----- | ----------- | ------------------- | ---------------- |
| 0004  | Deutschland | Jan-Peter Jachtmann | 3.000.000        |
| 0009  | Italien     | Daniel Holzner      | 0.900.000        |
| 0039  | Deutschland | Tim Van Loo         | 0.229.000        |
| 0067  | Osterreich  | Matthias Auer       | 0.130.300        |
| 0151  | Deutschland | René Majed          | 0.067.700        |
| 0182  | Deutschland | Robert Heidorn      | 0.058.500        |
| 0193  | Deutschland | Homan Mohammadi     | 0.058.500        |
| 0216  | Deutschland | Christopher Ahrens  | 0.058.500        |
| 0257  | Deutschland | Tobias Aljoscha     | 0.050.900        |
| 0267  | Deutschland | Jessica Vierling    | 0.050.900        |
| 0388  | Deutschland | Marcel Baskharon    | 0.040.000        |
| 0390  | Osterreich  | Andreas Putz        | 0.040.000        |
| 0396  | Deutschland | Paul Kruger         | 0.040.000        |
| 0399  | Osterreich  | David Vedral        | 0.040.000        |
| 0456  | Osterreich  | Johannes Lehner     | 0.037.500        |
| 0488  | Osterreich  | Dennis Henn         | 0.035.000        |
| 0576  | Deutschland | Nils Pudel          | 0.032.500        |
| 0602  | Deutschland | Ken Oberließen      | 0.032.500        |
| 0605  | Deutschland | Niko Koop           | 0.030.000        |
| 0626  | Deutschland | Moritz Reiner       | 0.030.000        |
| 0750  | Deutschland | Kilian Kramer       | 0.027.500        |
| 0766  | Deutschland | Daniel McCormack    | 0.025.000        |
| 0771  | Deutschland | Leon Sturm          | 0.025.000        |
| 0797  | Osterreich  | Daniele Grassi      | 0.025.000        |
| 0809  | Deutschland | Dominik Nitsche     | 0.025.000        |
| 0814  | Deutschland | Bastian Strickling  | 0.025.000        |
| 0815  | Deutschland | Daniel Vehring      | 0.025.000        |
| 0823  | Schweiz     | Martin Ttosoni      | 0.025.000        |
| 0911  | Deutschland | Daniel Engels       | 0.022.500        |
| 0961  | Deutschland | Kai Lach            | 0.022.500        |
| 0964  | Osterreich  | Stefan Lehner       | 0.020.000        |
| 0983  | Deutschland | Zae Yoo             | 0.020.000        |
| 1047  | Osterreich  | Hannes Speiser      | 0.017.500        |
| 1057  | Osterreich  | Mario Mosböck       | 0.017.500        |
| 1130  | Deutschland | Jens Knossalla      | 0.017.500        |
| 1134  | Schweiz     | Fabian Scherle      | 0.017.500        |
| 1181  | Osterreich  | Tomislav Peric      | 0.017.500        |
| 1185  | Deutschland | Immo Drobnik        | 0.017.500        |
| 1192  | Osterreich  | Daniel Brunnmayr    | 0.017.500        |
| 1212  | Deutschland | Stefan Bittger      | 0.017.500        |
| 1390  | Deutschland | Fabian Quoss        | 0.015.000        |
| 1406  | Deutschland | Manig Löser         | 0.015.000        |
| 1436  | Osterreich  | Adi Rajkovic        | 0.015.000        |
| 1496  | Deutschland | Thomas Tomczyk      | 0.015.000        |

### Finaltisch
Der Finaltisch wurde am 16. und 17. Juli 2023 gespielt. Mit Daniel Weinman und Jan-Peter Jachtmann erreichten zwei Braceletgewinner den Finaltisch. Der Hamburger Jachtmann war mit seinen 55 Jahren der älteste Spieler am Tisch, der Südtiroler Daniel Holzner mit 30 Jahren der jüngste Teilnehmer. Adam Walton startete mit 143,8 Millionen Chips als Chipleader; Toby Lewis besaß knapp 20 Millionen Chips als Shortstack bei Blinds von 600.000/1.200.000.
| Platz | Herkunft               | Spieler             | Alter * | Chips       | Big Blinds |
| ----- | ---------------------- | ------------------- | ------- | ----------- | ---------- |
| 1     | Vereinigte Staaten     | Adam Walton         | 40      | 143.800.000 | 120        |
| 2     | Vereinigte Staaten     | Steven Jones        | 35      | 090.300.000 | 075        |
| 3     | Vereinigte Staaten     | Daniel Weinman      | 35      | 081.700.000 | 068        |
| 4     | Deutschland            | Jan-Peter Jachtmann | 55      | 074.600.000 | 062        |
| 5     | Spanien                | Juan Maceiras       | 39      | 068.000.000 | 057        |
| 6     | Ukraine                | Ruslan Prydryk      | 42      | 050.700.000 | 042        |
| 7     | Vereinigtes Konigreich | Dean Hutchison      | 37      | 041.700.000 | 035        |
| 8     | Italien                | Daniel Holzner      | 30      | 031.900.000 | 027        |
| 9     | Vereinigtes Konigreich | Toby Lewis          | 33      | 019.800.000 | 017        |

Nachdem Holzner einen größeren Pot mit A♥ A♣ gegen Jachtmanns T♦ T♣ verloren hatte, verblieb er mit dem kleinsten Stack am Tisch. Zwar konnte er seine Chips noch einmal gegen Daniel Weinman verdoppeln, musste anschließend aber dennoch nach einem verlorenen Flip mit A♦ J♣ gegen Steven Jones’ T♠ T♥ als Erster seinen Platz räumen. Nur knapp 10 Minuten später schied der Spanier Juan Maceiras auf dem achten Platz aus, da sich sein K♥ 9♣ nicht gegen Toby Lewis’ A♦ T♥ verbessern konnte. Lewis selbst brachte wiederum nur 20 Minuten später seine Chips mit K♠ J♣ in die Tischmitte und unterlag damit Jones, der mit T♠ T♥ die exakt gleiche Hand wie gegen Holzner hielt und damit erstmals den Chiplead übernahm. Danach dauerte es über eine Stunde, ehe mit dem Briten Dean Hutchison der nächste Spieler eliminiert wurde. Er war mit 5♦ 5♣ in Jachtmanns 7♠ 7♥ gelaufen und wurde Sechster. Auch für den Ukrainer Ruslan Prydryk war das Main Event rund anderthalb Stunden später beendet; er konnte sich mit Q♣ T♣ nicht gegen Weinmans A♠ J♦ verbessern. Der Tag endete knapp 30 Minuten später mit dem Ausscheiden Jachtmanns, der mit K♦ Q♥ in die A♠ A♦ von Adam Walton gelaufen war. Somit verblieben nach dem ersten Tag des Finaltischs noch die drei Amerikaner Steven Jones, Daniel Weinman und Adam Walton im Turnier, die bereits ein Preisgeld von 4 Millionen US-Dollar sicher hatten. Bei Blinds von 1.000.000/2.000.000 lag Jones mit 238 Millionen Chips in Führung, ohne jedoch einen großen Vorsprung auf die anderen beiden Spieler zu haben.
| Platz | Herkunft           | Spieler        | Alter * | Chips       | Big Blinds |
| ----- | ------------------ | -------------- | ------- | ----------- | ---------- |
| 1     | Vereinigte Staaten | Steven Jones   | 35      | 238.000.000 | 119        |
| 2     | Vereinigte Staaten | Daniel Weinman | 35      | 199.000.000 | 100        |
| 3     | Vereinigte Staaten | Adam Walton    | 40      | 165.500.000 | 083        |

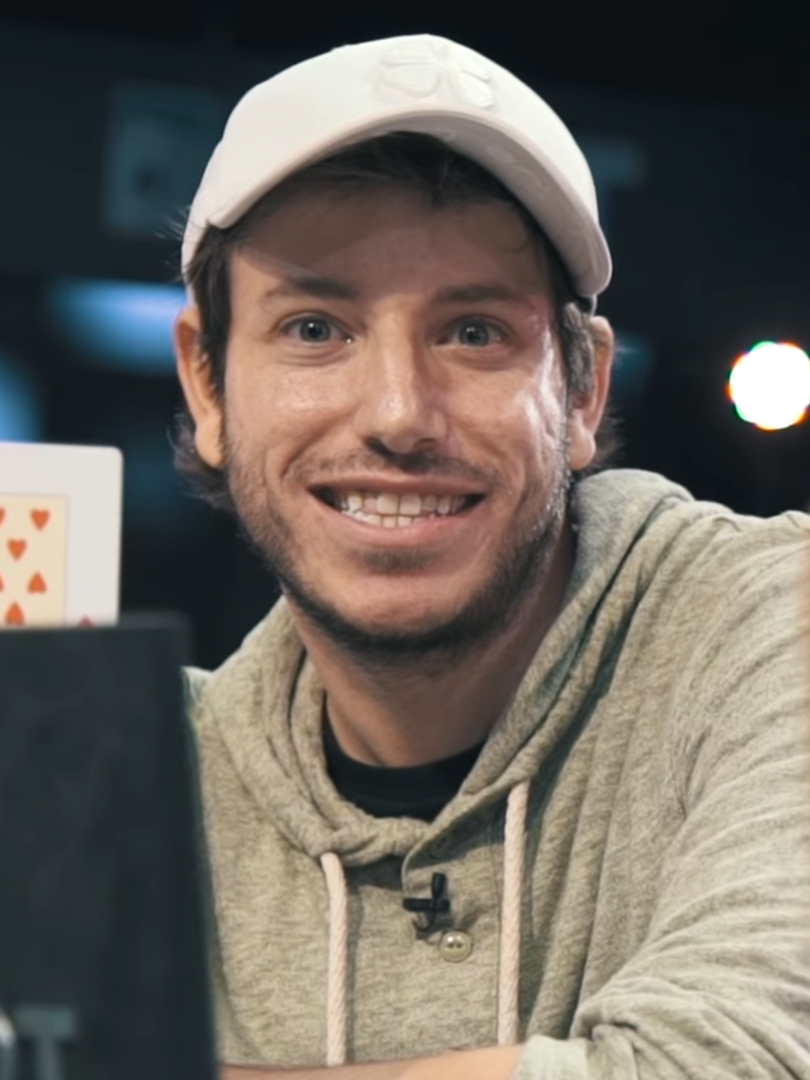
Daniel Weinman (2017)

Der finale Tag begann mit einigen größeren Pots, in die vor allem Walton involviert war. Er konnte seinen Chipstack dadurch auf 209,5 Millionen Chips ausbauen, den er anschließend mit 8♠ 8♣ noch vor dem Flop als 4-Bet-Push – ein Re-Reraise als All-In – in die Tischmitte brachte und damit gegen die A♥ A♦ von Weinman ausschied. Dieser begann das anschließende Duell um den Weltmeistertitel mit 443 Millionen Chips und damit knapp dem dreifachen Stack seines Kontrahenten Steven Jones. Nach knapp einer Stunde fiel im Heads-Up in der 24. Hand die Entscheidung: Auf ein Board von J♠ 5♠ 2♦ 4♣ gingen alle Chips in die Mitte. Weinman hielt mit K♣ J♦ den besseren Kicker gegen Jones’ J♣ 8♦ und sicherte sich den Turniersieg. Dafür erhielt er das bislang höchste Preisgeld bei einem WSOP-Main-Event von 12,1 Millionen US-Dollar sowie sein zweites Bracelet.
| Platz | Herkunft               | Spieler             | Alter * | Preisgeld (in $) |
| ----- | ---------------------- | ------------------- | ------- | ---------------- |
| 1     | Vereinigte Staaten     | Daniel Weinman      | 35      | 12.100.000       |
| 2     | Vereinigte Staaten     | Steven Jones        | 35      | 06.500.000       |
| 3     | Vereinigte Staaten     | Adam Walton         | 40      | 04.000.000       |
| 4     | Deutschland            | Jan-Peter Jachtmann | 55      | 03.000.000       |
| 5     | Ukraine                | Ruslan Prydryk      | 42      | 02.400.000       |
| 6     | Vereinigtes Konigreich | Dean Hutchison      | 37      | 01.850.000       |
| 7     | Vereinigtes Konigreich | Toby Lewis          | 33      | 01.425.000       |
| 8     | Spanien                | Juan Maceiras       | 39      | 01.125.000       |
| 9     | Italien                | Daniel Holzner      | 30      | 00.900.000       |